# Sergio Méndez
Sergio de Jesús Méndez Bolanos (1943. február 14. – 1976. december 18.) salvadori válogatott labdarúgó.

## Pályafutása

### Klubcsapatban
1964 és 1970 között a CD Águila csapatában játszott, mellyel 1964-ben és 1968-ban bajnoki címet szerzett. 1971 és 1976 között az Atlético Marte játékosa volt.

### A válogatottban
1965 és 1974 között szerepelt a salvadori válogatottban. Részt vett az 1968. évi nyári olimpiai játékokon és az 1970-es világbajnokságon, ahol két csoportmérkőzésen lépett pályára.

### Halála
1976-ban, 33 éves korában autóbalesetben hunyt el.

## Sikerei, díjai
CD Águila
- Salvadori bajnok (2): 1964, 1967–68